# Hydroporus lundbladi
Hydroporus lundbladi är en skalbaggsart som först beskrevs av Falkenström 1938.  Hydroporus lundbladi ingår i släktet Hydroporus och familjen dykare. Inga underarter finns listade i Catalogue of Life.